# کوتلیشوسی
کوتلیشوسی (لهستانی: Kotliszowice، آلمانی: Kottlischowitz) روستایی در جنوب غربی لهستان است.
این شهر تقریباً سه کیلومتر از شمال شرقی توتسک فاصله دارد و در ۲۲ کیلومتری شمال از گلیویس و ۴۰ کیلومتری شمال غربی پایتخت منطقه ای کاتوویچ واقع شده‌است.
این روستا دارای جمعیت ۲۸۶ نفر است.